# Victor Lucq
Victor Charles Jules Lucq (Chimay, 11 februari 1829 - Marcinelle, 26 januari 1887) was een Belgisch volksvertegenwoordiger.

## Levensloop
Hij was een zoon van de ontvanger van belastingen Elie Lucq en van Cecile de Malovy. Hij trouwde met Juliette Vandamme. 
Hij promoveerde tot doctor in de rechten (1843) aan de Katholieke Universiteit Leuven. Hij vestigde zich als advocaat in Brussel (1853-1860) en werd vervolgens substituut van de procureur des Konings in Charleroi (1860-1878).
In 1878 werd hij verkozen tot liberaal volksvertegenwoordiger voor het arrondissement Charleroi. Hij vervulde dit mandaat tot aan zijn ontslag op 25 juni 1886, enkele maanden voor zijn dood.